# Episodi di Adam-12 (quinta stagione)
La quinta stagione della serie televisiva Adam-12, composta da 24 episodi, è andata in onda negli Stati Uniti dal 13 settembre 1972 al 21 marzo 1973 sulla NBC, posizionandosi all'11º posto nei rating Nielsen di fine anno con il 23,3% di penetrazione e con una media superiore ai 15 milioni di spettatori. In Italia è stata trasmessa su Canale 5 nel 1989.
| nº | Titolo originale       | Titolo italiano                  | Prima TV USA      | Prima TV Italia |
| -- | ---------------------- | -------------------------------- | ----------------- | --------------- |
| 1  | Dirt Duel              | Uno sporco duello                | 13 settembre 1972 | 1989            |
| 2  | The Late Baby          | Un bambino in ritardo            | 20 settembre 1972 | 1989            |
| 3  | Airdrop                | Lancio aereo                     | 27 settembre 1972 | 1989            |
| 4  | Lost and Found         | Perso e ritrovato                | 4 ottobre 1972    | 1989            |
| 5  | Training Wheels        | Ruote da allenamento             | 11 ottobre 1972   | 1989            |
| 6  | Badge Heavy            | Un distintivo pesante            | 25 ottobre 1972   | 1989            |
| 7  | Harry Nobody           | La persona sbagliata             | 8 novembre 1972   | 1989            |
| 8  | The Surprise           | La sorpresa                      | 15 novembre 1972  | 1989            |
| 9  | The Vendetta           | La vendetta                      | 22 novembre 1972  | 1989            |
| 10 | The Chaser             | L'inseguimento                   | 6 dicembre 1972   | 1989            |
| 11 | Hot Spell              | Un incantesimo che non si spezza | 13 dicembre 1972  | 1989            |
| 12 | Gifts and Long Letters | Regali e lunghe lettere          | 20 dicembre 1972  | 1989            |
| 13 | O'Brien's Stand        | Lo stand di O'Brien              | 3 gennaio 1973    | 1989            |
| 14 | Clear with a Civilian  | Discussione con un civile        | 10 gennaio 1973   | 1989            |
| 15 | Clear with a Civilian  | Discussione con un civile        | 17 gennaio 1973   | 1989            |
| 16 | Citizens Arrest - 484  | Cittadini in arresto             | 24 gennaio 1973   | 1989            |
| 17 | The Beast              | La bestia                        | 31 gennaio 1973   | 1989            |
| 18 | Killing Ground         | Un massacro annunciato           | 7 febbraio 1973   | 1989            |
| 19 | Nightwatch             | Una notte di ricerche            | 14 febbraio 1973  | 1989            |
| 20 | Suspended              | La sospensione                   | 21 febbraio 1973  | 1989            |
| 21 | A Fool and His Money   | Uno sciocco con i suoi soldi     | 28 febbraio 1973  | 1989            |
| 22 | Anatomy of a 415       | Anatomia di un poliziotto        | 7 marzo 1973      | 1989            |
| 23 | Keeping Tabs           | Tenuta d'occhio                  | 14 marzo 1973     | 1989            |
| 24 | Easy Rap               | Rap facile                       | 21 marzo 1973     | 1989            |

## Uno sporco duello
- Titolo originale: Dirt Duel
- Diretto da: Carl Barth
- Scritto da: Michael Donovan

### Trama
Una serie di furti di borse sta creando problemi con la polizia, soprattutto Malloy e Reed. Proprio Reed incontra una comunità con i vari club motociclistici, e Malloy sfida uno di questi ad una gara.

## Un bambino in ritardo
- Titolo originale: The Late Baby
- Diretto da: Lawrence Dobkin
- Scritto da: Stephen J. Cannell

### Trama
Malloy esce con la nipote dell'agente Wells e scopre quanto sia iperprotettivo suo zio.

## Lancio aereo
- Titolo originale: Airdrop
- Diretto da: Dennis Donnelly
- Scritto da: Leo V. Gordon

### Trama
Malloy e Reed pattugliano la campagna fuori città, quando una ragazza a cavallo li avverte di un piccolo aereo che è appena atterrato in una zona appartata.

## Perso e ritrovato
- Titolo originale: Lost and Found
- Diretto da: Dennis Donnelly
- Scritto da: Michael Donovan

### Trama
Malloy e Reed portano un bambino di 8 anni in ospedale, ma si scopre che è diabetico, ma scompare dall'ospedale e i due agenti lo trovano prima che entri in coma.

## Ruote da allenamento
- Titolo originale: Training Wheels
- Diretto da: Paul Landres
- Scritto da: Michael Donovan

### Trama
Gli ufficiali compresi Malloy e Reed seguono i loro corsi di aggiornamento per autisti per affinare le loro capacità di inseguimento e guida, ma un'ondata di spogliarelliste porta a un nuovo approccio suggerito dall'agente Wells: andare sotto copertura come garzoni in bicicletta per trovare i ladri.

## Un distintivo pesante
- Titolo originale: Badge Heavy
- Diretto da: Paul Landres
- Scritto da: Michael Donovan

### Trama
L'agente Burnside fa uno scherzo all'agente Porter, un amico di Reed, che non accetta la battuta, e Porter fa sapere a Reed che sente che Burnside è un po' pesante con i suoi sospetti.

## La persona sbagliata
- Titolo originale: Harry Nobody
- Diretto da: Sam Freedle
- Scritto da: Jeffrey Lewis

### Trama
Un custode d'albergo assiste ad un omicidio in una stanza d'albergo, ma si rifiuta di parlare fino a quando Reed non gli mostra compassione e rispetto.

## La sorpresa
- Titolo originale: The Surprise
- Diretto da: Dennis Donnelly
- Scritto da: Stephen J. Cannell

### Trama
È il compleanno di Malloy e lui fa sapere a Reed che non ci sarà nessuna festa a sorpresa. Il sergente MacDonald avverte gli ufficiali di una serie di rapine usando alcune casse per rompere le vetrine dei negozi.

## La vendetta
- Titolo originale: Vendetta
- Diretto da: Sam Freedle
- Scritto da: Leo V. Gordon

### Trama
Un sopravvissuto alla seconda guerra mondiale tende un'imboscata a un intruso non identificato quando Malloy e Reed evitano il peggio.

## L'inseguimento
- Titolo originale: The Chaser
- Diretto da: Dennis Donnelly
- Scritto da: Leo V. Gordon

### Trama
Un investigatore privato armato è all'interno di una tavola calda, Malloy e Reed arrivano e determinano che è autorizzato a trasportare l'arma, ma lo portano nella sua macchina per riporre la pistola. 

## Un incantesimo che non si spezza
- Titolo originale: Hot Spell
- Diretto da: Lawrence Doheny
- Scritto da: Leo V. Gordon

### Trama
Malloy e Reed, nonostante il caldo indossano le divise lunghe, poi in seguito scoprono che avrebbero potuto passare alle loro divise corte ma hanno perso la notifica radio.

## Regali e lunghe lettere
- Titolo originale: Gifts and Long Letters
- Diretto da: Harry Harris
- Scritto da: Don Rico

### Trama
Malloy e Reed vengono chiamati in hotel per fermare una donna suicida che ha appena lasciato un biglietto per un altro padrone dell'hotel, un uomo da poco in libertà vigilata legato alla criminalità organizzata.

## Lo stand di O'Brien
- Titolo originale: O'Brien's Stand
- Diretto da: Lawrence Doheny
- Scritto da: Jeffrey Lewis

### Trama
Una padrona di casa di Malloy è stata scippata, rifiutando anche di lasciare la stazione fino a quando il suo caso non sarà risolto.

## Discussione con un civile
- Titolo originale: Clear with a Civilian: Part 1 & 2
- Diretto da: Dennis Dinnelly
- Scritto da: Stephen J. Cannell

### Trama
Reed diffonde la sua influenza a molti dei suoi colleghi compreso Malloy, ma ha una sparatoria con un uomo armato di fucile e durante il secondo turno Malloy e Reed accompagnano il commissario Dixon per un giro di pattuglia.

## Cittadini in arresto
- Titolo originale: Citizens Arrest - 484
- Diretto da: Robert M. Leeds
- Scritto da: Kenneth Johnson

### Trama
Malloy e Reed arrestano per taccheggio una donna, poi si trova a dover affrontare un caso di rapimento.

## La bestia
- Titolo originale: The Beast
- Diretto da: Robert M. Leeds
- Scritto da: Kenneth Johnson

### Trama
Malloy e Reed ricevono un'auto della polizia diversa che ha 300 miglia da percorrere fino al pensionamento, e eredita anche i problemi: l'auto prende energia e tanti altri problemi.

## Un massacro annunciato
- Titolo originale: Killing Ground
- Diretto da: Lawrence Doheny
- Scritto da: Stephen J. Cannell

### Trama
Malloy e Reed fermano un'auto ad una fermata del traffico di routine e vengono presi in ostaggio da due rapinatori che hanno fatto appena una rapina.

## Una notte di ricerche
- Titolo originale: Nightwatch
- Diretto da: Dennis Donnelly
- Scritto da: Leo V. Gordon

### Trama
Reed trascorre un sabato sera parlando dell'acquisto di un'auto usata; durante la guardia lui e Malloy gestiscono un possibile guidatore ubriaco e altri casi.

## La sospensione
- Titolo originale: Suspended
- Diretto da: Sam Freedle
- Scritto da: Leonard F. Hill

### Trama
Durante una serata, Reed viene avvicinato da un uomo che gli punta una pistola, ma lui prende la sua pistola e gli spara, ferendo il suo complice. Per questo motivo Reed viene sospeso dal servizio.

## Uno sciocco con i suoi soldi
- Titolo originale: A Fool and His Money
- Diretto da: San Freedle
- Scritto da: Richard Marris

### Trama
Malloy vince §10.000 dollari in un concorso per acquistare una barca nonostante il resto della squadra gli suggerisce di investirla, valanghe di offerte postali ed altro.

## Anatomia al 415
- Titolo originale: Anatomy of a 415
- Diretto da: Dennis Donnelly
- Scritto da: Jeff Kanter

### Trama
Malloy e Reed individuano un ragazzino in fuga che si nasconde nei boschi e lo portano a casa. Durante il viaggio, ricevono una chiamata al 415 dall'indirizzo del ragazzo e trovano sua madre e suo patrigno tranquilli.

## Tenuta d'occhio
- Titolo originale: Keeping Tabs
- Diretto da: Lawrence Doheny
- Scritto da: Kenneth Johnson

### Trama
Malloy e Reed accostano un'auto in corsa piena di adolescenti che si divertono, incluso il figlio di MacDonald.

## Rap facile
- Titolo originale: Easy Rap
- Diretto da: Dennis Donnelly
- Scritto da: Michael Donovan

### Trama
Reed perde una causa contro un giovane ladro d'auto nel tribunale dei minorenni, che viene poi avvistato nell'auto di suo padre.